# Jan Morawski (oficer)
Jan Emanuel Sylwester Morawski (ur. 2 stycznia 1867 w Pokrówce, zm. 7 maja 1929 w Warszawie) – generał brygady Wojska Polskiego.

## Życiorys
Urodził się we wsi Pokrówka, w ówczesnej guberni chełskiej, w szlacheckiej rodzinie Jana i Stanisławy z Hassewiczów. Kształcił się w szkole realnej w Łowiczu. Od 1886 służył w Armii Imperium Rosyjskiego. W 1889, w stopniu podporucznika, ukończył Wojskową Szkołę Topografów w Petersburgu. Uczestnik wojny rosyjsko-japońskiej 1904-1905.
W czasie I wojny światowej służył w zarządzie pomiarów na stanowisku komendanta oddziału. W 1917 przez miesięcy przebywał na froncie północnym i został mianowany na stopień pułkownika. W grudniu tego roku wrócił na front rumuński. W lutym 1918 wstąpił do Oddziału Polskiego w Odessie, w którym był między innymi zastępcą dowódcy pułku strzelców. Po rozwiązaniu formacji w Odessie pełnił służbę w ukraińskim głównym zarządzie geodezji w Kijowie.
W styczniu 1919 został przyjęty do Wojska Polskiego z zatwierdzeniem posiadanego stopnia pułkownika i przydzielony na stanowisko komendanta Oficerskich Kursów Mierniczych. Szef Sekcji w Wojskowym Instytucie Geograficznym. Październik 1919 - luty 1920 Stacja Zborna w Warszawie, luty 1920 - czerwiec 1923 szef Sekcji Topograficznej Wojskowego Instytutu Geograficznego. W okresach 12 kwietnia 1919 - 13 czerwca 1919 i następnie od lipca 1920 - 1 października 1920 pełniący obowiązki szefa Instytutu Wojskowo Geograficznego. 29 maja 1920 zatwierdzony został z dniem 1 kwietnia tego roku, w stopniu pułkownika, w korpusie inżynierii i saperów, w grupie oficerów byłych Korpusów Wschodnich i byłej armii rosyjskiej. Od 1 czerwca 1921 był oficerem korpusu geograficznego. Z dniem 1 czerwca 1922 został przeniesiony w stan spoczynku, w stopniu generała brygady, z prawem noszenia munduru. Minister spraw wojskowych zatrzymał go jednak w służbie czynnej na rok. 26 października 1923 Prezydent RP Stanisław Wojciechowski zatwierdził go w stopniu generała brygady. Mieszkał w Warszawie, gdzie zmarł 7 maja 1929. Został pochowany w Łowiczu.
Jan Morawski od 1901 był żonaty z Aleksandrą Franciszką Kopystyńską. Nie mieli dzieci.